# Chromacrida
Chromacrida är ett släkte av insekter. Chromacrida ingår i familjen gräshoppor.
Kladogram enligt Catalogue of Life:
| Chromacrida | \| \| Chromacrida brunneriana \| \| \| \| \| \| Chromacrida radamae \| \| \| \| |
|             | \| \| Chromacrida brunneriana \| \| \| \| \| \| Chromacrida radamae \| \| \| \| |
|             | Chromacrida brunneriana                                                         |
|             |                                                                                 |
|             | Chromacrida radamae                                                             |
|             |                                                                                 |